# Jamais deux sans toi (série télévisée)
Pour les articles homonymes, voir Jamais deux sans toi.
Jamais deux sans toi est un feuilleton télévisé québécois en 83 épisodes de 25 minutes diffusé entre le 28 septembre 1977 et le 10 juin 1980 à la Télévision de Radio-Canada. Une décennie plus tard, la série reprend la majorité des personnages et est diffusée en 148 épisodes de 45 minutes du 5 septembre 1990 et le 7 décembre 1992. Une suite, Les Héritiers Duval, a été diffusée du 5 janvier 1995 au 10 décembre 1996, toujours à Radio-Canada.

## Thématique et esthétique
Bernie Lacasse (Serge Thériault), l'homme de ménage du couple Duval, est l'un des premiers personnages gai non caricatural présenté à la télévision québécoise.

## Fiche technique
- Scénariste : Guy Fournier
- Réalisation (1977) : Rolland Guay et Geneviève Houle
- Réalisation (1990) : Yves Mathieu, Royal Marcoux, Pierre-Jean Cuillerrier et Céline Hallée
- Société de production : Société Radio-Canada

## Distribution
Les noms en gras apparaissent dans la série suivante.

### Introduits dans la première série (1977)
- Jean Besré : Rémi Duval
- Angèle Coutu : Francine Duval
- Valérie Gagné : Dominique Duval
- Stéphane L'Ecuyer : Christian Duval
- Micheline Lanctôt : Marie-Josée Lafleur
- Serge Thériault : Bernie Lacasse
- Mario Verdon : Desmarais
- Margot Campbell : Nicole Dubuc
- Louise Marleau : Carmelle Lassonde
- Renée Girard : Rita Desmarais
- Candice Greene : Judy-Ann Cosgrove
- Donald Pilon : Paul Lemoyne
- Yvette Thuot : Rose Bergeron
- Monique Aubry : Dora Labonté
- Mario Lirette : Le Postier: Ronald
- Normand Lévesque : Albert
- Gisèle Trépanier : Tania Doré

### Introduits dans la deuxième série (1990)
- Antoine Durand : Christian Duval
- Danielle Proulx : Isabelle Bégin-Duval
- Jean Petitclerc : Francis Lafleur
- Juliette Huot : Marie-Ange Duval
- Olivier Loubry : Guillaume Régnier
- Mélissa Désormeaux-Poulin : Marie-Andrée Régnier
- Thierry Bourgault-D'Amico : Zénon Duval
- Suzanne Champagne : Sylvette Barbeau
- Sylvie Drapeau : Valérie Lassonde
- Linda Roy : Colette Dumesnil
- Louise Marleau : Carmelle Lassonde
- Yvon Bilodeau : Éloi Richard
- Amulette Garneau : Juliette Richard
- Stéphane Lestage : Jean-François Lebel
- Gérard Poirier : Dr Philippe Bachand
- Gilles Renaud : Marc Blondeau
- Yanic Truesdale : Arsenio Samuels
- Alain Zouvi : Pierre Denicourt
- Jean-Pierre Bergeron : Albert Laprise
- Roger Blay : Antonio Labrie
- Francis Reddy : Jay Burns
- Robert Gravel : Ronald Langlois
- Néfertari Bélizaire : Sophie Christophe
- Benoît Girard : Lou Tremblay
- Claude Michaud : Réjean Gagné
- James Rae : Heinrich Brandt
- Cassandre Fournier : Clara Strauss
- Jacqueline Richard : Gertrude Fischer
- Peter Colvey : Wayne Nealy
- Sophie Prégent : Cathy
- Christine Langlois : Marie-Belle
- Mireille Deyglun : Caroline Leroux
- Éveline Gélinas : Liza Bard
- Julie Daoust : Julie Larivière
- Manuel Aranguiz : Antonio Solana
- Roger Lebel : Curé Messier
- Jacques Lussier : Médecin
- Barbara Saint-Philippe : Bambina
- Sophie Faucher : Sexologue
- Monique Miller : Décoratrice: Micheline Beaulieu
- Marc Labrèche : Gilles Dufour
- Pauline Lapointe : Blanche Laramée (masseuse)
- Maxim Roy : Jessica Laramée (alias Marie-Josée Roy)
- François Papineau : Policier photographe
- Fayolle Jean : Homme du rêve
- André Vézina : M. Plourde
- Martin-David Peters : Olympe
- Grégoriane Minot-Payeur : Li Phong
- Jacques Lavallée : Félix Drolet
- Christine Séguin : Maryse
- Robert Brouillette : Marc-André Lavoie
- Rémy Girard
- Khanh Hua : Livreur de fleur
- Luc Senay
- Roger Garceau : Abbé Lucien Beauregard

### Introduits dansLes Héritiers Duval(1995)
- Fabien Dupuis : Michel Boudreault
- Marie-Renée Patry : Marguerite Laplante
- Sophie Lorain : Désirée Defoy
- Jean-René Ouellet : Paul Provost
- Nawal Rachdaoui : Laurence Chabaka
- Karina Aktouf : Siham Rahill
- Robert Lalonde : Éric Régnier
- Kesnamelly Neff : Ibra
- Catherine Sénart : Sophie Matteau (1995)
- Nathaly Charrette : Sophie Matteau (1996)
- Louisette Dussault : Reine Lorange
- Yvan Ponton : Roy Lemay
- Michèle Sirois : Claire Desbiens
- Sylvain Massé : Gilles Trudel
- Raymond Bouchard : Mick Scotto
- Ruddy B. Éloi : Pepsi
- Michel Daigle : Jules Matteau
- Gisèle Trépanier : Marie-Paule Matteau
- Raymond Bélisle : père de Sophie
- Chantal Baril : Lianne Johnson
- Mireille Métellus : Caresse Désir
- Jean-Louis Millette : René-Albert de Thorigny
- Ève Sano-Gélinas : Mélissa
- Lynne Adams : Domini
- Françoise Faucher : Delphine
- Marie-Chantal Perron : Sonia Lanthier
- Renée Girard : Mme Leahy
- Michel Ghorayeb : Omar Rahill
- Pascal Darilus : West
- Mbelu Kayembe : Tami
- Charles Vinson : Me Biron
- Annie Dufresne : secrétaire
- Henri Chassé : inspecteur
- Steve Banner : Eddy Larue
- Louise Laprade : gynécologue
- Denis Roy : Dr Thisdale
- Jean-Pierre Gonthier : Gilles Bellavance
- Martin-David Peters : Robinson Fern
- André Doucet : Maître d'hôtel
- Pierre Chagnon : Gilbert Pinsonneault
- Marie-Christine Labelle : Linda
- Claude Legault : Le Photographe
- Stéphane Archambault : Client du bar
- Stéphane Jacques : Médecin
- Chantal Lacroix : Louise

## Prix et distinctions
- 1991 et 1992 : Prix Gémeaux du meilleur téléroman
- 1991 à 1993 : Prix Gémeaux du meilleur premier rôle masculin téléroman : Jean Besré
- 1991 à 1993 : Prix Gémeaux du meilleur premier rôle féminin téléroman : Angèle Coutu
- 1992 : Prix Gémeaux du meilleur rôle de soutien féminin dramatique : Suzanne Champagne
- 1991 et 1992 : Prix Gémeaux de la meilleure réalisation pour un téléroman : Pierre-Jean Cuillerrier, Céline Hallée, Royal Marcoux, Yves Mathieu
- 1991 à 1993 et 1996 : Prix Gémeaux du meilleur texte pour un téléroman : Guy Fournier

## Anecdotes
- Aux Enfants de la télé (saison 5, épisode 20), l'animateur André Robitaille fait remarquer à l'invité, Guy Fournier, avec vidéos à l'appui de deux épisodes de 1978 et 1991, qu'il a utilisé en tant qu'auteur la même idée concernant la Boxe et Muhammed Ali avec très sensiblement le même dialogue[4].